# Ошијана (Западна Вирџинија)
Ошијана (енгл. Oceana) град је у америчкој савезној држави Западна Вирџинија.

## Демографија
По попису из 2010. године број становника је 1.394, што је 156 (-10,1%) становника мање него 2000. године.
| Група             | 2000.         | 2010.         |
| Белци             | 1.527 (98,5%) | 1.352 (97,0%) |
| Афроамериканци    | 0 (0,0%)      | 3 (0,2%)      |
| Азијати           | 0 (0,0%)      | 1 (0,1%)      |
| Хиспаноамериканци | 5 (0,3%)      | 13 (0,9%)     |
| Укупно            | 1.550         | 1.394         |